# پیشاتاریخ اروپای جنوب شرقی
ماقبل تاریخ اروپای جنوب شرقی (انگلیسی: Prehistory of Southeastern Europe) تقریباً به عنوان قلمرو وسیع‌تر اروپای جنوب شرقی (شامل سرزمین‌های کشورهای مدرن آلبانی، بوسنی و هرزگوین، بلغارستان، کرواسی تعریف می‌شود. قبرس قبرس، یونان یونان، کوزوو کوزوو، مولداوی مولداوی، مونته‌نگرو مونته‌نگرو، مقدونیه شمالی مقدونیه شمالی، رومانی، صربستان، اسلوونی و تراکیه شرقی دوره ای از پارینه‌سنگی زبرین را پوشش می‌دهد، که با حضور انسان‌های انسان خردمند در این منطقه از حدود ۴۴۰۰۰ سال پیش، تا ظهور اولین اسناد مکتوب در اروپای دوران باستان، در یونان باستان در اوایل قرن هشتم قبل از میلاد.
پیشاتاریخ در اروپای جنوب شرقی به‌طور معمول به دوره‌های کوچک‌تری مانند پارینه سنگی فوقانی، هولوسن میان‌سنگی/فراپارینه‌سنگی، انقلاب نوسنگی، نوسنگی، انقلاب نوسنگی مردم نیاهندواروپایی،  آغاز تاریخ تقسیم می‌شود.